# Rooftas

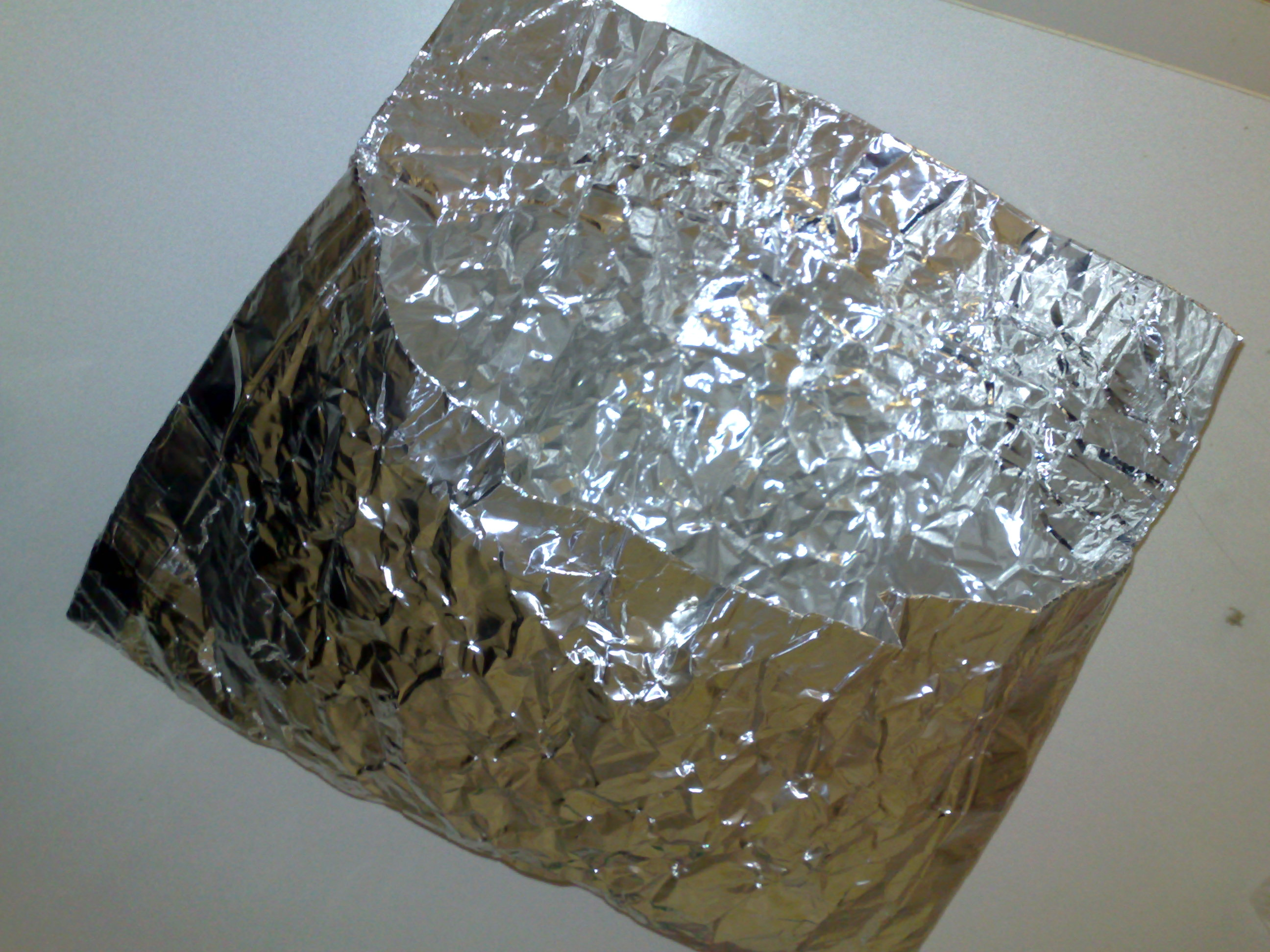
Het binnenwerk van een tas, gebruikt voor een poging tot winkeldiefstal te Espoo (Finland).

Een rooftas is een tas die voorzien is van metaalfolie of andere middelen die, middels het principe van de kooi van Faraday, ervoor zorgt dat een detectiepoortje een gestolen voorwerp in de tas niet kan waarnemen. Een rooftas is een hulpmiddel voor het plegen van winkeldiefstal.
In veel winkels worden artikelen voorzien van een elektronische artikelbeveiliging om winkeldiefstal te voorkomen. Bij het afrekenen wordt het beveiligingsmiddel verwijderd of onwerkzaam gemaakt. Bij de uitgang van de winkel staan een of meer detectiepoortjes die het kunnen waarnemen als er zo'n nog werkzaam beveiligingsmiddel doorheen gaat, en een alarm afgeven door middel van een zoemer of knipperlichten, of door een stil alarm.
Ook worden jassen en schoenendozen soms met lood of aluminiumfolie geprepareerd.
Middels poortjes met de akoesto-magnetische technologie en met metaaldetectiepoortjes is het mogelijk zo geprepareerde tassen te herkennen. Metaaldetectie meet de hoeveelheid metaal die door het poortje gaat en geven een signaal af als er mogelijk een rooftas meegenomen wordt. Het nadeel van die metaaldetectie is dat deze reageert op alle grote metalen voorwerpen, ook op een kinderwagen bijvoorbeeld, zodat er vaak een vals alarm wordt afgegeven. Daarom wordt dit type alarm vaak als een onopvallend alarm uitgevoerd, dat alleen een beveiligingsmedewerker alarmeert. Die kan dan onderzoeken of er echt iets aan de hand is.
In veel gemeenten staat een verbod op rooftassen in de Algemene Plaatselijke Verordening (APV), met een tekst als:
Het is verboden op de weg of in de nabijheid van winkels te vervoeren of bij zich te hebben een tas die er kennelijk toe is uitgerust om het plegen van diefstallen te vergemakkelijken. Het verbod is niet van toepassing indien redelijkerwijs kan worden aangenomen dat het voorwerp niet bestemd is voor de bedoelde handelingen.